# Chikusei
Chikusei (jap. 筑西市 Chikusei-shi) – miasto w Japonii, w prefekturze Ibaraki, we wschodniej części wyspy Honsiu. Ma powierzchnię 205,30 km². W 2020 r. mieszkało w nim 100 819 osób, w 37 298 gospodarstwach domowych  (w 2010 r. 108 518 osób, w 35 115 gospodarstwach domowych). 

## Historia
Miasto Chikusei powstało 28 marca 2005 roku w wyniku połączenia miasta Shimodate i miasteczek Akeno, Kyōwa oraz Sekijō (z powiatu Makabe).

## Populacja
Zmiany w populacji terenu miasta w latach 1950–2020: